# Acalyptris egidijui
Acalyptris egidijui is een vlinder van de familie van de dwergmineermotten (Nepticulidae), van de onderfamilie van de Nepticulinae. De wetenschappelijke naam van deze soort is voor het eerst voorgesteld door Jonas Rimantas Stonis (voorheen Rimantas Puplesis) in een publicatie uit 1990.
De lengte van de voorvleugel van het mannetje bedraagt 1,4 tot 1,6 millimeter.
De soort komt voor in Turkmenistan.